# Тополовић (Кратово)
Тополовић (мкд. Тополовиќ) је насеље у Северној Македонији, у северном делу државе. Тополовић је у оквиру општине Кратово.

## Географија
Тополовић је смештен у северном делу Северне Македоније. Од најближег града, Куманова, село је удаљено 55 km источно.
Село Тополовић се налази у историјској области Кратовско. Насеље је положено на брдима јужно од клисуре Криве реке, на приближно 600 метара надморске висине.
Месна клима је умерено континентална.

## Становништво
Тополовић је према последњем попису из 2002. године имао 32 становника. Од тога огромну већину чине етнички Македонци.
Претежна вероисповест месног становништва је православље.